# Fara Vicentino
Fara Vicentino (velenceiül Fara Visentin) település Olaszországban, Veneto régióban, Vicenza megyében. Lakosainak száma 3700 fő (2023. január 1.). Fara Vicentino Lugo di Vicenza, Colceresa, Sarcedo, Zugliano, Breganze és Salcedo községekkel határos.

## Népesség
A település népességének változása:
| Lakosok száma | 3821 | 3779 | 3700 |
|               | 2017 | 2018 | 2023 |